# Ralytupa dentata
Ralytupa dentata är en tvåvingeart som beskrevs av Loïc Matile 1975. Ralytupa dentata ingår i släktet Ralytupa och familjen platthornsmyggor.
Artens utbredningsområde är Elfenbenskusten. Inga underarter finns listade i Catalogue of Life.